# Daniel Henriksson
Daniel Henriksson (* 4. September 1978 in Övertorneå) ist ein ehemaliger schwedischer Eishockeytorwart und jetziger -trainer.

## Karriere
Daniel Henriksson begann seine Karriere als Eishockeyspieler beim Luleå HF, für dessen Profimannschaft er in der Saison 1996/97 sein Profidebüt gab. Dabei nahm er mit seiner Mannschaft sowohl am Spielbetrieb der Elitserien als auch an der European Hockey League teil. In seinem Rookiejahr erreichte der Torwart mit seinem Team die Finalspiele um die schwedische Meisterschaft, in denen er Färjestad BK unterlag. In der Zeit bei Luleå sammelte er zudem Spielpraxis bei den Zweitligisten Bodens IK und Piteå HC – zunächst in der Division 1 sowie anschließend in der neugegründeten HockeyAllsvenskan. 
Im Sommer 2004 wechselte Henriksson zu Färjestads BK, mit dem er in der Saison 2004/05 erneut Vizemeister wurde, ehe er in der folgenden Spielzeit mit seinem neuen Verein erstmals in seiner Laufbahn die Schwedische Meisterschaft gewann. In der Saison 2007/08 stand der Nationalspieler im europäischen Ausland beim HK Sibir Nowosibirsk aus der russischen Superliga und dem EC Red Bull Salzburg aus der Österreichischen Eishockey-Liga unter Vertrag. Mit Salzburg wurde er am Saisonende Österreichischer Meister. Anschließend wurde er vom Linköpings HC aus seiner schwedischen Heimat verpflichtet, mit dem er an der neu gegründeten Champions Hockey League teilnahm, in der er beim Ausscheiden in der Gruppenphase seiner Mannschaft bei allen vier Niederlagen zwischen den Pfosten stand. Im Anschluss an die Saison 2008/09 beendete er beim LHC seine Karriere. 
Seit 2010 ist Henriksson als Torwarttrainer bei seinem Heimatverein Luleå HF tätig. 

### International
Für Schweden nahm Henriksson an den Weltmeisterschaften 2004, 2006 und 2007 teil.

## Erfolge und Auszeichnungen
- 1997 Schwedischer Vizemeister mit Luleå HF
- 2002 Elitserien All-Star-Game
- 2005 Schwedischer Vizemeister mit Färjestad BK
- 2006 Schwedischer Meister mit Färjestad BK
- 2008 Österreichischer Meister mit dem EC Red Bull Salzburg

### International
- 2004 Silbermedaille bei der Weltmeisterschaft
- 2006 Goldmedaille bei der Weltmeisterschaft